# فيرنر كوك
فيرنر كوك (بالإنجليزية: Werner Kok)‏ هو لاعب اتحاد الرغبي جنوب أفريقي، ولد في 17 يناير 1993 في نيلسبرويت في جنوب أفريقيا.

## وصلات خارجية
- فيرنر كوك على موقع سلسلة سباعيات الرغبي العالمية - رجال (الإنجليزية)
- فيرنر كوك على موقع ItsRugby.co.uk (الإنجليزية)
- فيرنر كوك على موقع اللجنة الأولمبية الدولية (الإنجليزية)
- فيرنر كوك على موقع أوليمبيديا (الإنجليزية)
- فيرنر كوك على موقع اتحاد ألعاب الكومنولث (مؤرشف) (الإنجليزية)